# Ogdodiplosis utkini
Ogdodiplosis utkini är en tvåvingeart som beskrevs av Fedotova och Vasily S. Sidorenko 2004. Ogdodiplosis utkini ingår i släktet Ogdodiplosis och familjen gallmyggor. Inga underarter finns listade i Catalogue of Life.